# La Chapelle-Saint-Martial
La Chapelle-Saint-Martial ist eine Gemeinde im Zentralmassiv in Frankreich. Sie gehört zur Region Nouvelle-Aquitaine, zum Département Creuse, zum Arrondissement Guéret und zum Kanton Ahun.

## Geographie
Sie grenzt im Nordwesten an Maisonnisses, im Norden an Lépinas, im Nordosten an Le Donzeil, im Südosten an Saint-Georges-la-Pouge, im Südwesten an Saint-Hilaire-le-Château und im Westen an Sardent. Im Norden der Gemeindegemarkung befindet sich ein 50 Hektar großer, im Jahr 1319 entstandener See – der Étang de la Chapelle.

## Bevölkerungsentwicklung
| Jahr      | 1962 | 1968 | 1975 | 1982 | 1990 | 1999 | 2008 | 2016 |
| --------- | ---- | ---- | ---- | ---- | ---- | ---- | ---- | ---- |
| Einwohner | 169  | 162  | 128  | 96   | 94   | 92   | 90   | 96   |